# Следственная практика
Следственная практика — система знаний в области расследования преступлений, которые накопились за длительный период в процессе их научно-практической разработки и практического применения, сущность которой выражается в расследовании преступлений (преступных действий) на основе гипотетических предположений, поиска, анализа и оценки имеющихся улик, известных фактов и вещественных доказательств.
Следственная практика за своей сущностью объединяет ряд логических компонентов, которые представляют собой совокупность методов и приемов используемых в процессе расследования данного правонарушения: предположения, рассуждения, моделирование, систематизация. Эти компоненты являются системой способов и приемов логического построения ситуации (включая процессы подготовки и реализации преступных действий и их последствий), а также базисные логико-смысловые конструкции, которые создают основу для построения умозаключений, то есть моделирование происшедшей ситуации путём гипотетического или однозначного заключения касаемо поставленной задачи, а следовательно, следственная практика сама собой подразумевает анализ, синтез, сравнение, абстрагирование, обобщение, классификацию — общие приемы логики.
Исходя из области знаний и логических компонентов, которые охватывает следственная практика, необходимо выделить и круг аспектов, которые к ней относятся, это: 
- пути и средства предупреждения преступности;
- исследование следов на месте преступления и анализ действий субъектов преступления;
- исследование принципов, мотивов и закономерностей приготовления и совершения преступлений;
- приёмы и методы, применяемые в процессе от досудебного следствия до судебного разбирательства;
- субъективная характеристика личности преступника;
- объективные условия содействующие и противодействующие совершению преступления;

и т. д.
В следственной практике, помимо логических компонентов следственного процесса, неотъемлемой частью есть также и составление психологического портрета личности преступника, опираясь на имеющиеся улики и слова свидетелей. Составление психологического портрета преступника, наряду с другими следственными действиями важно за-для относительно обоснованного предположения мотива совершения им преступления (например, была ли цель кражи — добычей средств существования; принесение ущерба владельцу краденого имущества из личных соображений, позиций, побуждений; зависимость преступника от иных лиц и т. д.), его будущих намерений, а также определить черты его поведения, психологическое отношение к окружающим, его качества как лидера или подчиненного, его стремления, «жизненную» обстановку, в которой он пребывает и другое.